# Grondbevriezen
Het grondbevriezen is een constructietechniek waarbij het grondwater tijdelijk wordt bevroren. Daardoor wordt de grond waterondoorlatend, en stijgt de sterkte van het grondmassief.
Het wordt gebruikt onder andere bij de constructie van geboorde tunnels om de tussenverbindingen tussen twee verschillende tunnelbuizen aan te maken: de grond wordt in een cilinder (haaks op de twee tunnels) bevroren, zodat men de binnenkant kan uithalen en daar de tussenverbinding kan monteren.
Kunstmatige bevriezing wordt meestal toegepast bij
- de opbouw van grondkerende wanden;
- het dichten van lekke dammen;

Er zijn verschillende vriessystemen mogelijk:
- open vriessysteem
- gesloten vriessysteem
- gecombineerd systeem

Bij het openvriessysteem worden vriesbuizen in de grond geplaatst waar bijvoorbeeld vloeibaar stikstof wordt rondgepompt. De warmte wordt aan de grond onttrokken door verdamping van stikstof in de buizen. Door de lage temperatuur van het vloeibare stikstof kan een grote vriessnelheid worden bereikt.
Het gesloten systeem bestaat meestal uit twee circuits. In een primair circuit worden gassen als freon, ammonia of vloeibare koolzuur als koudebron gebruikt om het secundaire circuit te koelen. Het secundaire circuit bestaat onder andere uit in de grond gebrachte vriesbuizen. Hierin wordt bijvoorbeeld een pekeloplossing rondgepompt. De vriessnelheid van dit systeem is lager dan in het geval van vloeibare stikstof, dit komt doordat er slechts temperaturen van rond de -40°C bereikt.
Beide systemen kunnen ook worden gecombineerd. Het vriezen door middel van de pekeloplossing  wordt dan gebruikt voor de totstandkoming en instandhouding van het vrieslichaam. In geval van calamiteiten wordt de methode van bevriezing met behulp van vloeibare stikstof toegepast en soms ook voor de ontwikkeling van het vrieslichaam.
In Rotterdam bij de verbouwing van het metrostation Rotterdam Centraal ten behoeve van RandstadRail wordt deze techniek toegepast voor het verkrijgen van een waterdichte bouwkuip. Hierbij wordt een bevroren kraagconstructie gerealiseerd in een boogvorm naast en onder de bestaande metrotunnel. Bij het vriezen wordt van zowel pekel als stikstof gebruikgemaakt, waarbij het stikstof alleen in de "freeze-up" fase.